# Bălaia, Bacău
Bălaia este un sat în comuna Filipeni din județul Bacău, Moldova, România.